# Brue (fleuve)
Pour les articles homonymes, voir Brue.
Le fleuve Brue prend sa source dans la paroisse de Brewham dans le Somerset, en Angleterre. Il atteint la mer à environ 50 km à l'ouest à proximité de Burnham-on-Sea. À l'origine, il prenait un cours différent de Glastonbury à la mer, mais celui a été modifié au XIIe siècle.

## Histoire
Durant la Seconde Guerre mondiale, il faisait partie de la ligne GHQ et plusieurs casemates furent construites le long du fleuve.